# Abuso del diritto in Italia
L'abuso del diritto è l'esercizio abusivo di un diritto volto a raggiungere finalità diverse rispetto allo scopo per cui il diritto stesso è attribuito dall'ordinamento. In Italia l'abuso del diritto viene represso espressamente solo in ambito tributario, mentre negli altri settori dell'ordinamento tale istituto non è stato codificato. 

## Diritto civile
Nel codice civile l'abuso del diritto non è stato codificato. Solo l'articolo 7 del progetto preliminare al codice civile del 1941 disponeva: "Nessuno può esercitare il proprio diritto in contrasto con lo scopo per il quale il diritto medesimo gli è stato riconosciuto dall'ordinamento". Nel momento in cui si stava elaborando il codice italiano, era diffusa la convinzione che l'istituto dell'abuso del diritto rappresentasse un concetto di natura etico-morale e non una nozione giuridica, con la conseguenza che chi abusava del proprio diritto non veniva sanzionato, ma veniva solo considerato meritevole di biasimo.
Quindi, il Legislatore italiano ha preferito introdurre nel codice civile delle disposizioni specifiche con le quali poter sanzionare l'abuso di determinati diritti.
Ferma la scelta prudente della codificazione civilistica, la giurisprudenza ha spesso esteso, con varie oscillazioni, l'operatività di tale istituto, fino al punto di trasformarlo in un principio generale che vale nei rapporti di ogni tipo (reali, obbligatori, processuali, ecc.).
La principale fattispecie che fa riferimento all'abuso del diritto nel codice civile è quella degli atti emulativi, disciplinati all'articolo 833 del codice, che dispone che "Il proprietario non può fare atti i quali non abbiano altro scopo che quello di nuocere o recare molestia ad altri".
La Corte di Cassazione, negli anni '60, aveva visto nell'articolo 833 un principio generale del divieto di abuso. Ma questa interpretazione non ha poi trovato applicazione negli anni successivi. Infatti la Corte ha individuato gli elementi necessari che caratterizzano gli atti emulativi e cioè:  
- l'animus nocendi, cioè l'intenzione di arrecare pregiudizio e molestia ad altri;
- la totale assenza di utilità per il proprietario derivante dall'atto compiuto (quindi anche un'utilità minima per il proprietario esclude l'atto emulativo).[7]

La dottrina critica tale impostazione della Corte: per la qualifica dell'atto emulativo basta un'oggettiva sproporzione tra il pregiudizio altrui e l'utilità del proprietario; inoltre la dottrina non ritiene rilevante l'intenzione di nuocere. In questo senso la dottrina ammette l'atto emulativo anche quando questo è compiuto non solo senza intenzione di nuocere, ma anche per errore.

## Diritto penale
L'abuso del diritto non costituisce reato. L'istituto, però, diventa rilevante in tema di reati tributari, ma solo nei casi previsti tassativamente dalla legge, non potendo la punibilità penale essere oggetto di interpretazione dei giudici.
Spesso il Legislatore penale ricorre alle clausole di antigiuridicità per punire condotte poste in essere "abusivamente", ma tali figure non rientrano nell'abuso del diritto, in quanto il soggetto, in queste fattispecie, è del tutto sprovvisto del diritto ma agisce ugualmente.
Non rientrano nella fattispecie di abuso neppure i reati che comportano l'approfittamento di una situazione giuridica, come la circonvenzione di incapace.
Resta fermo che l'illecito è rigorosamente tipico e l'istituto dell'abuso rimane distante.

## Diritto amministrativo
Nel tempo si è cercato di accostare l'abuso del diritto e il vizio di legittimità dell'atto amministrativo dell'eccesso di potere. Nonostante i vari tentativi di accostamento, la giurisprudenza italiana ritiene che un atto illegittimo per eccesso di potere della Pubblica Amministrazione presenti una struttura simile a quella dell'istituto dell'abuso del diritto.

## Diritto tributario
L'abuso del diritto in materia tributaria consiste in operazioni prive di spessore economico che il contribuente realizza per ottenere vantaggi fiscali. Il contribuente ottiene dei risparmi di imposta indebiti utilizzando degli schemi giuridici che sono distorti nelle modalità di uso.   
Nel 2015 con il Decreto legislativo 5 agosto 2015, n. 128 in materia di "Certezza del diritto nei rapporti tra fisco e contribuente" viene codificato il concetto di abuso del diritto all'articolo10 bis dello Statuto dei diritti del contribuente in attuazione della delega governativa n.23/2014. L'articolo 10 bis ha fornito una definizione di abuso del diritto, unificata  a quella di elusione, e caratterizzata da adeguate garanzie procedimentali. L'obiettivo del Legislatore è quello di tutelare il più possibile l'affidamento e la buona fede del contribuente.     

### Elementi costitutivi
L'articolo 10 bis afferma che c'è abuso del diritto quando, pur rispettando le norme tributarie, un'operazione è priva di sostanza economica e realizza essenzialmente vantaggi fiscali indebiti. L'assenza di sostanza economica fa riferimento al fatto che l'operazione abusiva non produce effetti di rilievo diversi da quelli fiscali e per essere considerata lecita dovrà essere giustificata da valide ragioni extrafiscali che non siano marginali. Un vantaggio fiscale invece è indebito quando uno strumento contrattuale, legittimo giuridicamente, viene utilizzato per raggiungere un minor costo fiscale, in contrasto con la ratio legis della disposizione tributaria che viene elusa.  
Il fatto che venga sancito il divieto di perseguire un vantaggio fiscale indebito non significa che il contribuente, tra le varie soluzioni offerte dall'ordinamento, non possa optare per quella meno onerosa sotto il profilo fiscale. In questo modo potrà comunque esercitare la sua libertà di iniziativa economica.

### Regole procedurali
La  disciplina dell'articolo 10 bis detta specifiche regole procedimentali relative all'applicazione della disciplina antiabuso perché vengono stabiliti obblighi e comportamenti che devono essere tenuti dalle parti interessate. 
L'abuso del diritto viene accertato dall'Amministrazione finanziaria con un apposito atto, detto atto impositivo, preceduto da una richiesta di chiarimenti al contribuente da fornire entro 60 giorni e contenente le motivazioni per le quali l'Amministrazione ritiene di poter riscontrare una fattispecie abusiva. L'atto impositivo, a pena di nullità, deve essere motivato in modo specifico con riguardo alla condotta abusiva, alle norme e ai principi che si ritengono elusi, agli indebiti vantaggi fiscali che il contribuente avrebbe conseguito e ai chiarimenti che il contribuente ha fornito. 
In tema di onere della prova l'articolo 10 bis effettua una ripartizione tra le parti perché richiede all'Amministrazione di dimostrare la sussistenza dei presupposti dell'abuso e al contribuente è richiesta la dimostrazione delle valide ragioni extrafiscali non marginali. Sul contribuente grava l'onere di proporre le sue difese confutando le ragioni giuridiche e i fatti addotti dall'Amministrazione.
La disciplina non consente la rilevabilità d'ufficio dell'abuso del diritto.  

### Interpello antiabuso
Il contribuente ha la possibilità di proporre l'interpello antiabuso per conoscere se le operazioni realizzate, o che si intendono realizzare, integrano una fattispecie di abuso del diritto. Questa tipologia di interpello introduce una deroga rispetto alle regole esistenti in materia che prevedono un interpello preventivo rispetto alle operazioni che si intendono effettuare. A seguito dell'istanza di interpello, l'Amministrazione finanziaria è tenuta a fornire una risposta scritta e motivata al contribuente entro 120 giorni. L'eventuale mancata risposta equivale ad una forma di silenzio assenso perché significa che l'Amministrazione concorda con l'interpretazione o con il comportamento indicato dal contribuente.